# Голф-Голт
Голф-Голт, ранее Горсаваутахаидрайгоданхетоглетоллонпенринарейрдрайткередигион (валл. Gorsafawddacha'idraigodanheddogleddollônpenrhynareurdraethceredigion, [ɡɔrsavauðaχaɪdraɪɡɔdanhɛðɔɡlɛðɔɬoːnpɛnrɪnarɛɨrdraːɨθkɛrɛdɪɡɪɔn]) — станция Ферборнской железной дороги в Гуинете на севере Уэльса.

## Название

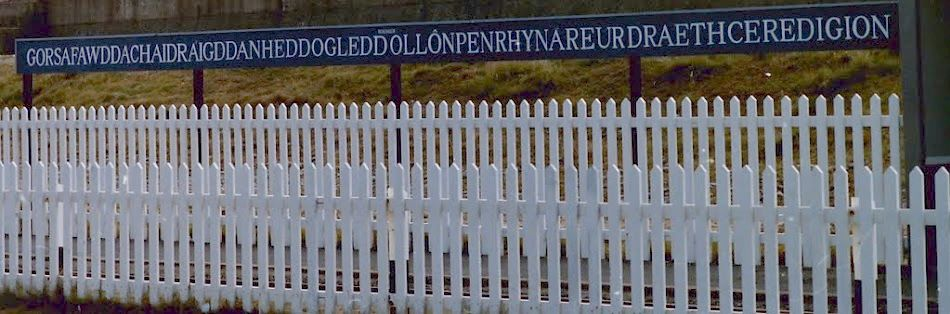
Надпись на знаке

Длинное название придумали железнодорожники как рекламный трюк, целью которого была попытка превзойти название валлийского села Лланвайрпуллгуингиллгогерихуирндробуллллантисилиогогого́х.
Название означает «Станция Маутакх и ее драконовы зубы на северной дороге вдоль мыса на золотом пляже залива Кардиган».
«Зубы дракона» — противотанковые надолбы, которые остались здесь со времен Второй мировой войны.
Поскольку станция не смогла «конкурировать» с селом Llanfairpwllgwyngyllgogerychwyrndrobwllllantysiliogogogoch, название которого осталось самым длинным в Европе, ей вернули первоначальное название «Голф-Голт» в 2007 году (хотя на новом знаке отображаются оба названия).